# Gippsland GA200
Die Gippsland GA200 Fatman ist ein Agrarflugzeug des australischen Herstellers GippsAero.

## Geschichte
Gippsland Aeronautics später GippsAero hatte bereits zwei Jahrzehnte Erfahrung beim Umbau und der Modifikation verschiedener Flugzeugmodelle, als man sich entschloss, ein eigenes Agrarflugzeug zu entwickeln. Auf der Grundlage der Piper Pawnee wurde nun die GA200 gebaut. Hierbei wurden für die ersten beiden Prototypen modifizierte Zellen der Pawnee verwendet und erst der dritte Prototyp wurde vollständig neu gebaut. Die Zertifizierung des Flugzeugs erfolgte am 1. März 1991 durch die australische Zivilluftfahrtbehörde. Es war die erste australische Flugzeugkonstruktion seit der GAF Nomad 20 Jahre zuvor. Bis heute wurden 50 GA200 von GippsAero im Werk am Latrobe Valley Airport hergestellt und in 28 Länder exportiert, darunter Neuseeland, China, USA, Kanada, Südafrika und Brasilien. In den späten 1990er-Jahren wurde die Produktion der GA200 ausgesetzt, um Platz für die die GA8 Airvan zu machen.

## Konstruktion
Die GA200 ist ein abgestrebter Tiefdecker mit konventionellem Leitwerk und nicht einziehbarem Spornradfahrwerk. Durch die Abstrebung der Tragflächen konnte das Gewicht der Tragflächen gering gehalten werden, was der Nutzlast zugutekommt. Die Maschine ist vollständig metallbeplankt und wird von einem Lycoming IO-540-K1A5 mit 224 kW angetrieben. Die Konstruktion ist auf leichte Wartung und größtmöglichen Schutz für den Piloten im Falle eines Unfalls ausgelegt. Im hoch angesetzten Cockpit befinden sich zwei Sitze nebeneinander, der davor eingebaute Chemikalienbehälter fasst 1070 Liter.

## Varianten
- GA-200: Ag-trainer, mit Doppelsteuerung kann diese Variante auch als Schulflugzeug eingesetzt werden, 3 gebaut
- GA-200B: Variante mit verlängerten Tragflächenenden
- GA-200C: Variante mit leistungsgesteigertem Motor und Verstellpropeller

## Technische Daten
| Kenngröße             | Daten                               |
| --------------------- | ----------------------------------- |
| Besatzung             | 1                                   |
| Passagiere            | 1                                   |
| Länge                 | 7,48 m                              |
| Spannweite            | 11,98 m                             |
| Höhe                  | 2,33 m                              |
| Flügelfläche          | 19,60 m²                            |
| Leermasse             | 850 kg                              |
| max. Startmasse       | 1996 kg                             |
| Reisegeschwindigkeit  | 213 km/h                            |
| Höchstgeschwindigkeit | 267 km/h                            |
| Dienstgipfelhöhe      | ? m                                 |
| Reichweite            | ? km                                |
| Triebwerke            | 1 × Lycoming IO-540-K1A5 mit 224 kW |